# Kasteel Geldrop

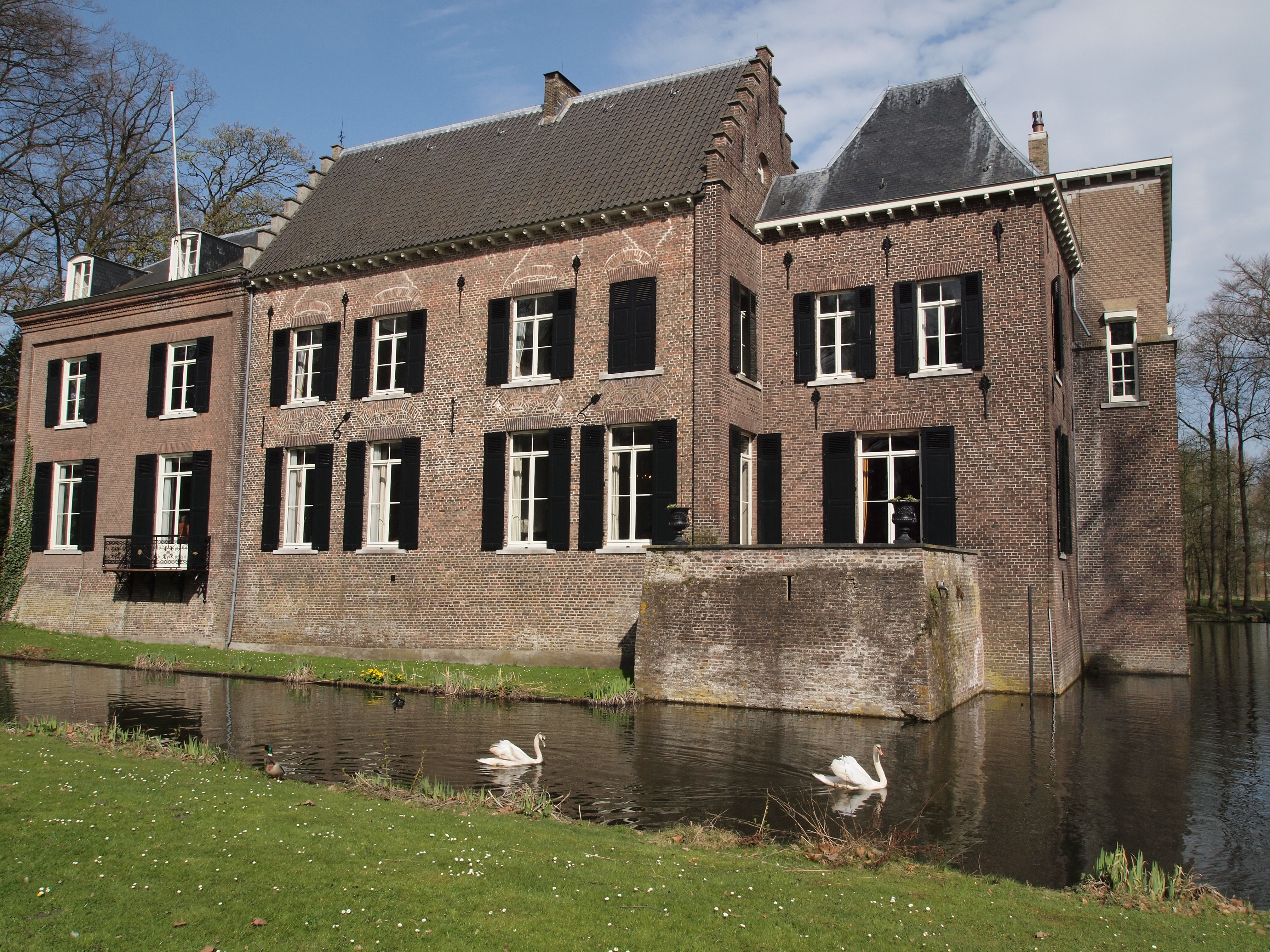
Kasteel Geldrop

Het kasteel van Geldrop is een kasteel met een park dat zich midden in het centrum van Geldrop bevindt, in de Nederlandse provincie Noord-Brabant. Het is gelegen in het dal van de ter plekke druk meanderende Kleine Dommel.

## Geschiedenis

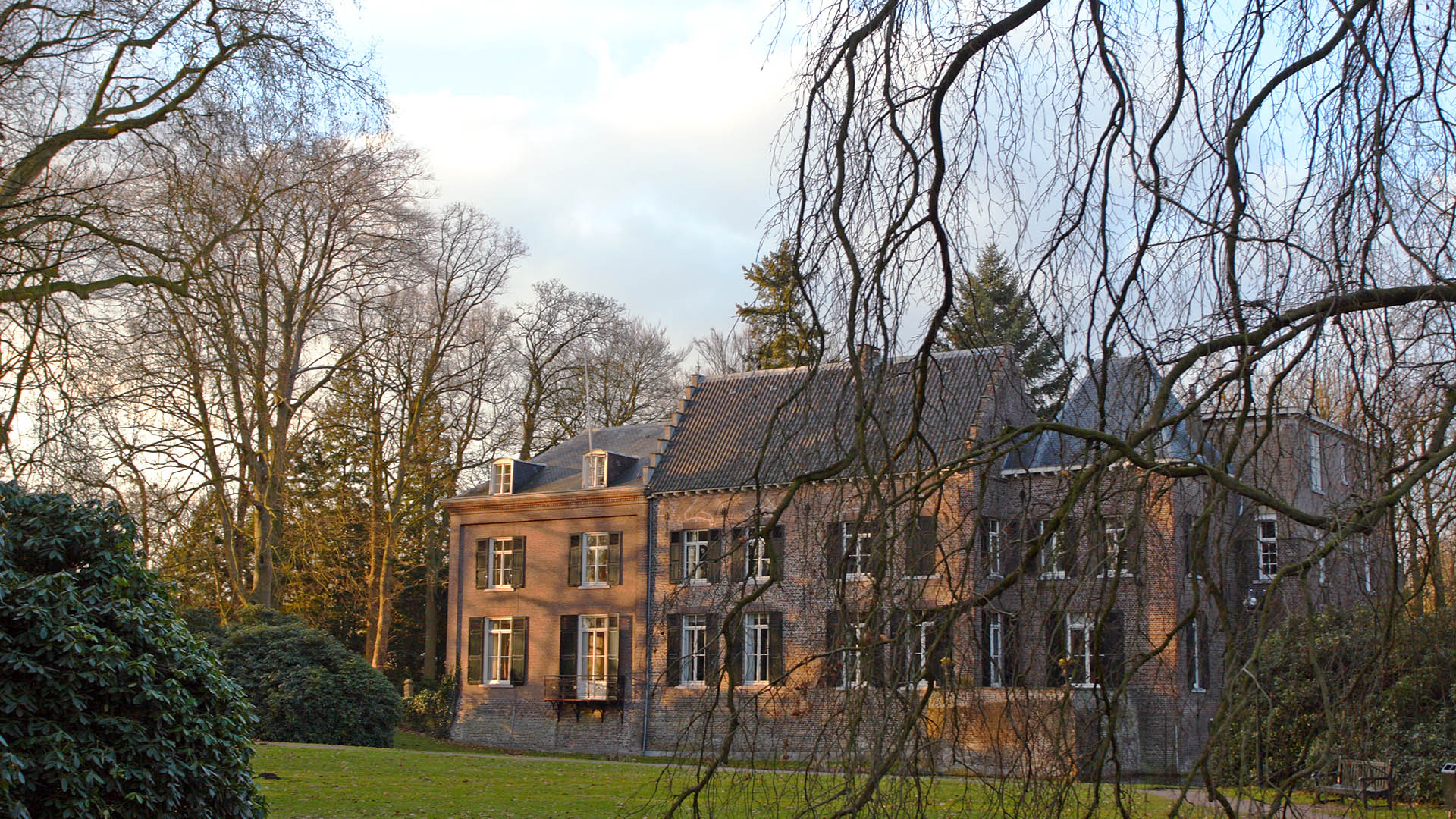
Kasteel Geldrop

Historische bronnen van de heerlijkheid Geldrop gaan terug tot 1340, maar ze is vermoedelijk ouder en mogelijk was het oorspronkelijk een leen dat uitgegeven was door de hertog van Gelre. Pas in 1403 wordt gesproken van een huys ende hoffgoet, moilne, etc., de gebruikelijke inventaris van een heerlijkheid. Dat is het eerste document waarin sprake is van een kasteel. In 1405 is sprake van 't huys tot Geldorp met de voirborcht, waarmee eveneens het kasteel wordt bedoeld.
Het kasteel bezat een donjon, die echter zeer moet hebben geleden tijdens de Gelderse Oorlogen, en documenten uit 1651 meldden dat het tijdens deze oorlogen met buspoyer is gesprongen. Dit betekende dat de donjon, hoewel nog overeind staande vanwege de dikke muren ervan, onbewoonbaar moet zijn geweest. Er werd verteld dat de donjon ooit door de Geldersen moet zijn gebouwd. Omstreeks 1616 heeft Amandus II van Horne daarom een nieuwe woning met trapgevels bij laten bouwen sodat dit nu fraye edelmanswoninghke is. Dit nieuwe huis vormde de grondslag van het huidige kasteel. Het is, samen met de oude donjon, afgebeeld op tekeningen uit 1732, 1825, en 1832. Deze donjon is later echter afgebroken, zodat deze op de eerst bekende foto, uit 1860, niet meer te zien is. Het kasteel had ook een kapel, waarin bisschop Michael Ophovius nog de Mis heeft opgedragen, toen hij er te gast was.
Gedurende de verdere 17e en 18e eeuw is het kasteel erg verwaarloosd, maar Adriaan van Sprangh heeft het in 1770 weer gerestaureerd.
In 1874 werd op het landgoed van het kasteel, dat toen eigendom was van Hubertus Paulus Hoevenaar, een hervormd kerkje gebouwd, dat echter in 1964 werd afgebroken ten behoeve van een verkeersweg. Hoevenaar heeft ook het kasteel gerestaureerd. Uit dezelfde tijd stamt een bijgebouw, dat tegenwoordig als trouwzaal dienstdoet.
In 1974 kocht de toenmalige gemeente Geldrop het kasteel. Hieraan was de voorwaarde verbonden dat het kasteel en het landgoed ten nutte van de bevolking zouden komen en blijven. In 1996 werd het kasteel bezit van de Stichting Kasteel Geldrop, die voor verdere instandhouding zorg draagt.
In het kasteel bevindt zich, naast de trouwzaal, een oudheidkamer en worden er regelmatig tentoonstellingen gehouden en uitvoeringen gegeven.

## Het park
In 1870 werd de Engelse landschapstuin aangelegd, waarvan de fraaie bomen, waaronder een erg oude en zware mammoetboom, de bosanemonen en de stinsenflora nog altijd bijzonder mooi zijn. Het huidige landgoed is 11 ha groot en vrij toegankelijk. Het biedt een afwisselende plantengroei en een overgang van parkachtige naar meer natuurlijke omgeving in de richting van de Kleine Dommel. In het park leven vogels zoals het boomklevertje en kleine bonte specht; van tijd tot tijd laat zich de ijsvogel zien.
Verdere bijgebouwen uit die tijd, zoals de Paardenstal, het Koetshuis en de Rentmeesterswoning, worden gebruikt door onder meer het IVN. Het Generatorhuisje was een private elektriciteitscentrale. Alle bijgebouwen zijn Rijksmonumenten, en de kasteelboerderij is een gemeentelijk monument.
Tegenwoordig is in het park ook een kinderboerderij te vinden en een moes- en kruidentuin met een victoriaanse kas, die de baron z'n hof wordt genoemd.
Door het park loopt een aantal wandel- en fietsroutes.